# Пиза Калчо
Пиза Калчо (на италиански: Pisa Calcio) e италиански футболен клуб от град Пиза. Основан е през 1909 г. като Пиза Спортинг Клуб и преоснован през 1994 г. като АК Пиза (и регистриран в Ечеленца, шестата футболна дивизия в Италия), след закриването на стария клуб поради финансови проблеми. Клубните цветове са черно и синьо.
Пиза e носител на две Митропа купи, през 1985 и 1988. Стадионът Ромео Анконетани е кръстен на името на треньора извел и ръководил клуба в Серия А през 1982 г.
През сезон 2007/08 Пиза ще играе в Серия Б, след като побеждава Монца във финалните плейофи за влизане. За последен път Пиза играе в Серия А през 1991. Завръща се в Серия А за първи път от 24 години, след като завършва на 2-ро място в Серия Б през сезон 2024/25.

## История
След като влиза в Серия Б през 1965, Пиза прекарва там още 3 сезона преди да влезе в Серия А за пръв път. Въпреки храбрите си усилия, Пиза изпада в последния кръг на сезона 1968/69.
Прекарвайки по-голямата част от 70-те в Серия Ц, Пиза се връща в Серия Б през 1979 (под президентството на Ромео Анконетани) и влиза в Серия А през 1982, където прекарва 6 от следващите общо 9 сезона, преди да изпадне през 1990/91 отново в Серия Б. През 1982/83 в Серия А Пиза заслужено достига 11-о място с 27 точки в 30 мача и голова разлика 27:27. През следващия сезон отборът изпада (записва едва 3 победи и 16 равенства), като 10 000 души пътуват за решителния мач в Милано срещу Милан в предпоследния кръг.
Последвало завръщане през 1985 и изглеждало, че отборът е способен да остане, но изгубил последните си 3 мача и отборът изпаднал отново. Цикълът се повторил през 1987 като отборът, с играчи като Дунга и Пол Елиът, се задържал още един сезон. А и през двата (1985/86 и 1987/88) Пиза е носител на купата Митропа. Последното им участие в Серия А е през 1990 година. С участието на таланти като Маурицио Нери, Микеле Падовано и Ламберто Пиованели напред и Диего Симеоне и Алдо Долчети в центъра, започнали добре и за кратко били на върха, но последвало ново изпадане.
Изпадането донесло значителни финансови проблеми на клуба, а през 1994 Пиза губи пейоф за оставане и изпада в Серия Ц1. Поради банкрута Пиза трябва да се преустрои от ниските дивизии, за да се завърне в Серия Ц2 през 1996, а в Ц1 – през 1999. Оттогава Пиза неизменно се трудят за място в Серия Б, спечелено през 2007. Публиката е една от най-добрите в ниските дивизии, което се дължи на отдадеността на феновете.
През 2005/06 в Серия Ц1 отборът, изначално смятан за един от главните претенденти за влизане в Серия Б, е въвлечен в постоянни борби за оцеляване и печели след 2 драматични местни дербита срещу Масезе. Сезонът 2006/07 с новия шеф Пиеро Бралия връща Пиза в борбата за влизане. „Черно-сините“ завършват сезона на 3-то място и печелят плейофа за влизане, побеждавайки Венеция на 1/2-финалите и Монца на финала. Джампиеро Вентура е треньорът, който ще води Пиза в настоящия шампионат 2007/08 в Серия Б.

## Успехи

### Национални трофеи
- Шампион на Серия Б: 1984/85
- Носител на „Лига Про“ купа на Италия: 1999/00

### Международни трофеи
- Носител на Купа Митропа: 1986, 1988